# Дёмино (Свердловская область)
Дёмино — село в Тугулымском городском округе Свердловской области России.

## Географическое положение
Дёмино расположено в 19 километрах к юго-западу от посёлка городского типа Тугулыма (по автодороге в 26 километрах), на правом берегу реки Пышмы, в устье реки Беляковки — правого притока Пышмы.
Южнее села пролегает межрайонная автодорога Талица — Тугулым. Дорога соединяет не только районные центры, но и припышминские деревни и сёла.

## Население
| 2002 | 2010 | 2021 |
| ---- | ---- | ---- |
| 68   | ↘62  | ↘40  |